# 永昌寺 (中津川市)
永昌寺（えいしょうじ）は、岐阜県中津川市馬籠にある臨済宗妙心寺派の寺院。山号は西澤山。木曾西国三十三観音霊場三十二番。

## 歴史
島崎藤村の小説である『夜明け前』で「万福寺」として登場する寺として知られている。
『木曾誌略』によると、木曾氏に仕えて、弘治元年（1555年）に妻籠宿に居住した島崎重綱の嫡子の七郎左衛門重通が、馬籠に居館を構えるとともに建立したものとしている。
開創時期は不明であるが、馬籠島崎氏の祖である島崎吉左衛門重通が開基し、木曽福島の長福寺七世の澤堂智仁を勧請して開山したと伝わる。
また重綱が馬籠に移住した際に、島崎家の菩提寺として寛文5年（1665年）に創建したとも伝わる。
『木曾考続貂』には、「中興澤堂和尚。寛文五丑」とあって、寛文5年（1665年）に長福寺七世の澤堂智仁が中興している。
島崎家は、元は武家で、天正12年（1584年）、木曾義昌の命で重通が馬籠城の城主となり、木曾氏が下総に移封になると、馬籠に土着し江戸時代は馬籠宿の本陣・庄屋・問屋を歴任した。

## 境内
島崎藤村の童話『力餅』には、「杉の枯葉の落ちている湿った土を踏んで行くだけでも、何となく心の改まって来るようなところです」と描かれている参道を通り、寛政年間（1789〜1801年）の銘のある石仏を右に見ながら石段を登り切ったところに山門があり、門を入った右側に鐘楼がある。ともに平成になってから総檜造りで再建されたものである。
山門は切妻屋根で、桟瓦葺、一間一戸、四脚門。それに続く庫裡は落ち着いた佇まいを見せている。
鐘楼の橦木は、元のままシュロの木が使われており、宮口しづえの童話『ゲンと不動明王』に出てくる鐘楼のモデルである。
本堂は、寛政5年（1793年）に再建されたもので、寄棟造で、木造平屋建て、入母屋造、桟瓦葺、平入、桁行7間。
玄関の前には、大きなギンモクセイの木が1本立っており、周囲にはモウソウチクの竹藪やツバキの木がある。
本堂の横には観音堂がある。円空仏と、平安時代の中期から末期にかけて作られたと推定される阿弥陀如来像が安置されている。
夜明け前や東方の門の松雲和尚のモデルとなった十世の桃林智仙が住んだという隠居所もある。
九世の桑山が造り、桃林智仙が手を入れた庭園がある。池には太鼓橋が架かり、スイレンやコウホネが生えていて、周囲のサツキ、ウメモドキ、ツバキ、アヤメなど自然の草木が配置されている。
観音堂の近くには、藤村の三十三回忌の記念に建てられた「母を葬るのうた」の詩碑があり、そしてすぐ下には藤村一家の墓地があり、向かって左側から島崎鶏二、島崎冬子、島崎春樹、島崎みどり・孝子・縫子の墓と記された柱状の墓碑が並んでいる。
藤村の遺髪と遺爪の一部が納められた藤村の墓碑や、藤村の妻と4人の子供の墓碑、小説『夜明け前』で登場する「青山半蔵」のモデルとされる藤村の父の島崎正樹の墓碑などがある。
本陣墓地にある、「永昌寺殿昌屋常久居士」という細長い墓碑は、開基の重通のものである。
近年に増築された建物としては、宿坊の万福庵がある。また座禅体験や精進料理の提供も行っている。

### 島崎正樹
島崎正樹は、明治8年（1875年）に飛騨一宮水無神社の宮司となり、権中講儀を兼ねていたが、明治11年（1878年）、明治天皇の北陸地方巡幸に際し、憂国の建白を試みて叱責され、挫折をくり返した末に精神を病んだ。
明治13年（1880年）に馬籠へ帰郷したが、後に島崎家の菩提寺である永昌寺を放火した。
明治19年（1886年）年11月29日、島崎家家中の座敷牢の中で死去した。

### 中津川市指定有形文化財
- 木造阿弥陀如来座像

本堂の脇の観音堂に安置されており、桧材の一木造で、像高58cm。手の部分の損傷が酷く、印相も判らないが、優れた作品である。
寺伝では薬師像となっているが、名古屋大学の教授であった佐々木隆美や、彫刻家の石井鶴三は、髪際の円さ、臂張の緩やかさ、後ろの襟の唇の線より低い点などから、平安時代末期（12世紀末）に製作された阿弥陀如来像と推定した。
以前は境内にあった小堂に安置されていたが、雨漏りがするようになったため、観音堂内に移した。元は馬籠周辺で廃寺となった寺の本尊であったのではないかと推測されている。
- 木造聖観音立像

本堂の脇の観音堂に安置されており、江戸時代前期に円空上人が彫り込んだと伝えられる一木造で、像高は53cmである。
- 紙本墨書大般若経

永昌寺の寺宝でありね鎌倉時代初期の建保3年（1215年）に製作されたものを、室町時代初期に写経したもので、全600巻の内、第410巻と第450巻の2巻が現存する。
「美濃州 遠山庄 馬籠村 法明寺常住」と記載されている事から、鎌倉時代初期には馬籠村が既に存在し、法明寺が所有していたと推察できる。
- 青面金剛庚申塔

境内にあり、高さ68cm、幅35cm。

### 札所
永昌寺が所蔵する千手千眼観世音菩薩によって、木曽西国三十三ヶ所観音霊場三十二番札所となっている。